# Racilia okinawensis
Racilia okinawensis är en insektsart som beskrevs av Tokuichi Shiraki 1910. Racilia okinawensis ingår i släktet Racilia och familjen gräshoppor. Inga underarter finns listade i Catalogue of Life.